# Prezidentské volby v Srbsku 2017

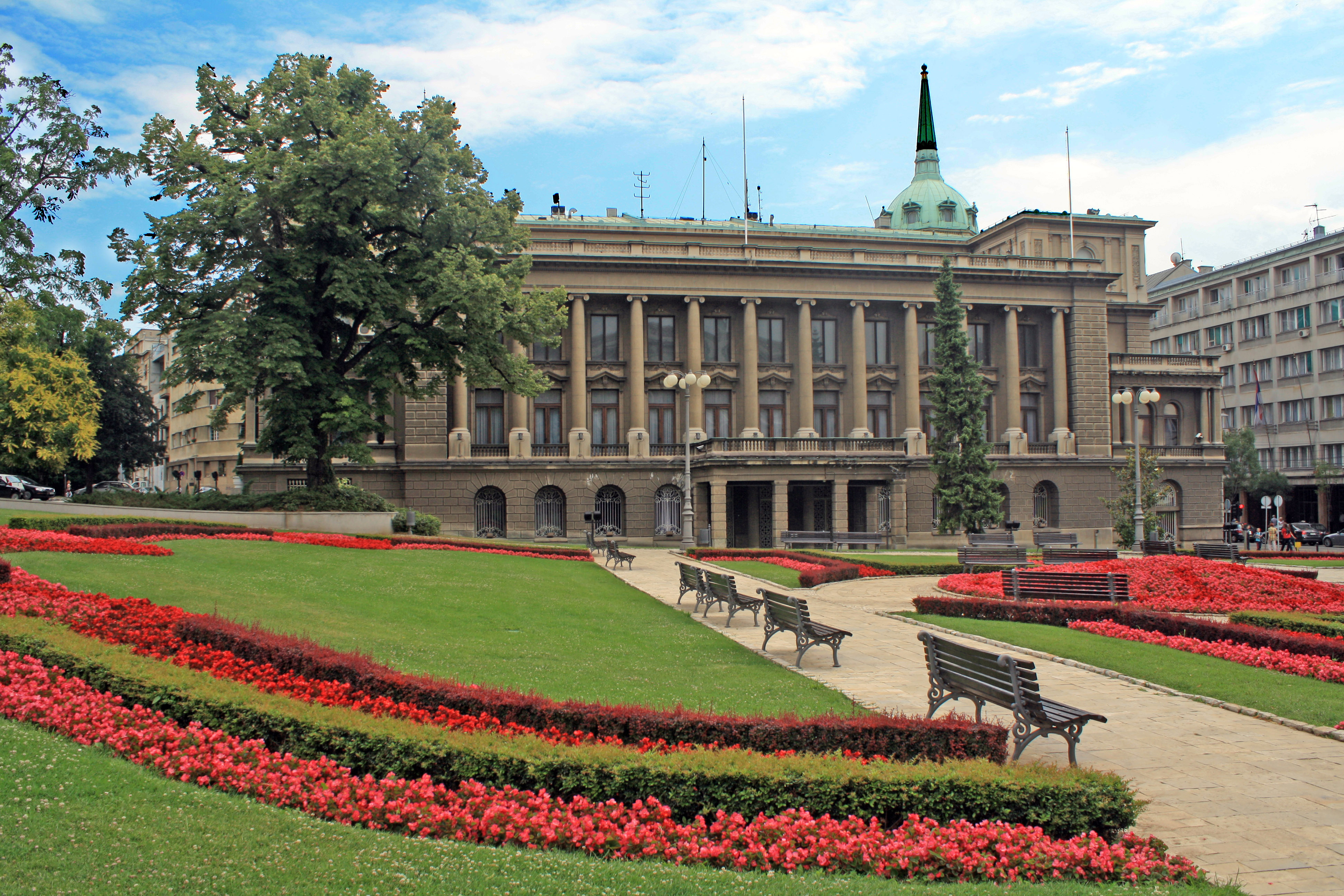
Prezidentský palác (Novi dvor) v Bělehradě.

Prezidentské volby v Srbsku se uskutečnily dne 2. dubna 2017. Jako nástupce prezidenta Tomislava Nikoliće, zvoleného ve volbách v roce 2012, byl zvolen Aleksandar Vučić.

## Vyhlášení
Termín voleb vyhlásila předsedkyně skupštiny Maja Gojkovićová dne 2. března 2017. Pokud ve volbách nezíská žádný kandidát nadpoloviční většinu hlasů, uskuteční se v termínu 15 dnů od prvního kola voleb druhé kolo, do něhož postoupí pouze první dva kandidáti.
Kandidátem se může stát jakýkoliv občan Srbska, který získal v petici podporu nejméně 10 tisíc občanů. V první polovině března 2017 tento požadavek splnil premiér Aleksandar Vučić, který kandiduje za Srbskou pokrokovou stranu, a kandidáti několika dalších stran, jako např. Saša Janković, Vojislav Šešelj a Vuk Jeremić. K 13. březnu bylo potvrzeno Republikovou volební komisí celkem 7 kandidátů, z toho osud dalších 5 byl nadále posuzován.

## Předvolební kampaň
Prezident Nikolić oznámil, že ve volbách kandidovat nebude; namísto něj bude za vládní stranu SNS kandidátem premiér Vučić. Vučić je dle předvolebních průzkumů považován za favorita prvního kola voleb.
Na volební kampaň dostali jednotliví kandidáti k dispozci sumu ve výši 640 milionů dinárů od státu a kromě toho mohou získávat i neomezeně zdrojů od soukromých dárců. Předvolební kampaně se účastnilo 49 pozorovatelů Agentury pro boj s korupcí.
Dne 13. března 2017 uznala Republiková volební komise (RIK) za kandidáta s dotatečným počtem podpisů také Luku Maksimoviće, který kandiduje pod pseudonymem Ljubiša Preletačević Beli. Jeho kampaň, která měla odezvu především mezi mladší generací, se snaží parodovat politický systém země.
V závěru března v předvolebních průzkumech na prvním místě vedl Aleksandar Vučić, jehož podpora se pohybovala kolem 50 %. Na druhém místě srbští voliči preferovali buď Sašu Jankovicé nebo Luku Maksimoviće.
Ve volebních místnostech nebudou přítomni pozorovatelé OBSE. Dne 17. března 2017 bude vylosování pořadí kandidátů na volební lístky v 1. kole voleb.

## Předvolební průzkumy
| Datum      | Agentura                                                | Vučić SNS[1] | Janković Nez.          | Šešelj SRS | Jeremić Nez. | Obradović Dveri | Maksimović Nez. | Popović DSS | Stamatović Nez. | Parović NSP | Čanak LSV | Radulović DJB | Vedení Vučiće |     |     |      |
| ---------- | ------------------------------------------------------- | ------------ | ---------------------- | ---------- | ------------ | --------------- | --------------- | ----------- | --------------- | ----------- | --------- | ------------- | ------------- | --- | --- | ---- |
| Datum      | Agentura                                                | 30. března   | NSPM[nedostupný zdroj] | 52,8       | 12,1         | 7,4             | 9,4             | 3,0         | 8,6             | 1,3         | 0,7       | 0,4           | Vedení Vučiće | 1,3 | 3,0 | 40,7 |
| 30. března | Ipsos[nedostupný zdroj]                                 | 54,3         | 12,8                   | 6,5        | 6,8          | 3,2             | 9,5             | -           | -               | -           | 1,1       | 1,8           | 41,5          |     |     |      |
| 29. března | Demostat                                                | 56,2         | 8,9                    | 8,8        | 9,3          | <3,0            | 9,5             | <3,0        | <3,0            | <3,0        | <3,0      | <3,0          | 46,7          |     |     |      |
| 25. března | Faktor Plus                                             | 53,3         | 15,1                   | 5,5        | 8,6          | 2,8             | 7,5             | <3,0        | 2,0             | <3,0        | <3,0      | <3,0          | 38,2          |     |     |      |
| 23. března | CeSID[nedostupný zdroj]                                 | 53,0         | 14,0                   | 10,0       | 12,0         | -               | 5,0             | -           | -               | -           | -         | -             | 39,0          |     |     |      |
| 22. března | Ninamedia                                               | 50,0         | 12,5                   | 7,1        | 7,2          | <5,0            | 11,9            | <5,0        | <5,0            | <5,0        | <5,0      | <5,0          | 37,5          |     |     |      |
| 18. března | Ipsos[nedostupný zdroj]                                 | 53,0         | 10,6                   | 8,7        | 6,9          | 3,5             | 11,0            | 1,1         | 1,5             | 0,3         | 1,7       | 1,7           | 42,0          |     |     |      |
| 17. března | Demostat[nedostupný zdroj]                              | 57,0         | 11,0                   | 8,0        | 9,0          | 3,0             | 3,0             | <3,0        | <3,0            | <3,0        | <3,0      | <3,0          | 46,0          |     |     |      |
| 16. března | NSPM                                                    | 54,9         | 10,8                   | 7,0        | 11,1         | 3,3             | 7,9             | 0,9         | 0,7             | 0,4         | 1,0       | 2,1           | 43,8          |     |     |      |
| 7. března  | Faktor Plus Archivováno 16. 7. 2020 na Wayback Machine. | 53,1         | 14,5                   | 11,0       | 11,1         | 3,9             | -               | -           | 2,0             | -           | <2,0      | 2,4           | 38,6          |     |     |      |
| 28. února  | Ipsos                                                   | 52,3         | 13,9                   | 11,0       | 13,3         | 3,7             | -               | 0,8         | 0,8             | -           | 1,7       | -             | 38,4          |     |     |      |

## Kandidáti
| Kandidát | Kandidát                                                              | Popis | Předání podpisů Republikové volební komisi                                                                        |
| -------- | --------------------------------------------------------------------- | --- | --- |
|          | Aleksandar Vučić                                                      | Předseda Srbské pokrokové strany od roku 2012, srbský premiér. Kandiduje s podporou Socialistické strany Srbska, SDPS, Strany sjednocených penzistů Srbska, Jednotného Srbska, Srbského hnutí obnovy, Svazu Maďarů Vojvodiny, Zelených a SDSS. | Dne 4. března 2017 odevzdal 60 000 podpisů pro svoji kandidaturu.                                                 |
|          | Saša Janković                                                         | Nezávislý kandidát na úřad prezidenta kandidující s heslem "Srbsko beze strachu". Kandiduje s podporou Demokratické strany a Nové Strany. | Dne 5. března 2017 odevzdal 17 866 podpisů pro svoji kandidaturu.                                                 |
|          | Vojislav Šešelj                                                       | Předseda Srbské radikální strany a místopředseda srbské vlády v letech 1998–2000, obviněný za válečné zločiny mezinárodním tribunálem v Haagu.                                                                                                 | Dne 6. března 2017 odevzdal 14 000 podpisů pro svoji kandidaturu.                                                 |
|          | Vuk Jeremić                                                           | Nezávislý kandidát, předseda Centrum pro mezinárodní spolupráci a udržitelný rozvoj. Býval ministr zahraničí Srbska v letech 2007–2012. V letech 2012–2013 byl předsedou Valného shromáždění OSN.                                              | Dne 9. března 2017 odevzdal 15 000 podpisů pro svoji kandidaturu.                                                 |
|          | Boško Obradović                                                       | Kandiduje jako politické strany Srpski pokret Dveri a poslanec srbské Skupštiny. | Dme 10. března 2017 odevzdal 11 504 podpisů pro svoji kandidaturu.                                                |
|          | Miroslav Parović                                                      | Předseda předsednictva strany Narodni slobodarski pokret. | Dne 10. března 2017 odevzdal 10 500 podpisů pro svoji kandidaturu.                                                |
|          | Saša Radulović                                                        | Lídr hnutí Dosta je bilo, bývalý ministr hospodářství (2013–2014) a poslanec srbské Skupštiny. | Dne 11. března 2017 odevzdal 11 000 podpisů pro svoji kandidaturu.                                                |
|          | Aleksandar Popović                                                    | Místopředseda Demokratické strany Srbska, bývalý ministr školství a životního prostředí v letech 2004–2007, ministr těžebního průmyslu a energetiky v letech 2007–2008.                                                                        | Dne 12. března 2017 odevzdal 10 500 podpisů pro svoji kandidaturu.                                                |
|          | Milan Stamatović                                                      | Starosta města Čajetina od roku 2004. | Dne 12. března 2017 odevzdal 13 500 podpisů pro svoji kandidaturu.                                                |
|          | Nenad Čanak                                                           | Předseda LSV od jejího vzniku v roce 1990 a poslanec srbské Skupštiny. Byl předsedou skupštiny Vojvodiny v letech 2000–2004. | Dne 12. března 2017 odevzdal 12 001 podpisů pro svoji kandidaturu.                                                |
|          | Luka Maksimović (kandiduje pod pseudonymem Ljubiša Preletačević Beli) | Předseda politického hnutí Sarmu probo nisi, student komunikologie. | Dne 12. března 2017 odevzdal 12 700 podpisů pro svoji kandidaturu.                                                |
|          | Predrag Vučetić                                                       | Kandidát uskupení "Bílá loď – kapitán Vučetić. Zástupce velitele policejní stanice v Trsteniku, bývalý účastník mírové mise OSN na Haiti. | Sebrané podpisy byly uznány za vadné a ve lhůtě 48 hodin musel předložit dostatečný podpis pro svoji kandidaturu. |

## Výsledek
Volby skončily podle očekávání drtivým výsledkem Aleksandra Vučiće. Na druhém místě skončil Saša Janković s 16,26 % hlasů a satirik Luka Maksimović s 9,04 % hlasů.